# System of a Down (album)
System of a Down je první album stejnojmenné americké kapely, vydané v roce 1998. Ruka na obalu CD pochází původně z plakátu vytvořeném Johnem Heartfieldem pro německou komunistickou stranu během Třetí říše. Text na plakátu zní: „5 prstů má ruka! Použij je k uchopení nepřítele!“. Tento slogan inspiroval část textu na spodní straně obalu: „Ruka má pět prstů, schopných a mocných, s možností jak ničit, tak tvořit“. Dále je tučným písmem psáno: „Otevři oči, otevři ústa, uzavři ruku a udělej pěst“.

## Seznam skladeb
Autorem všech textů je Serj Tankian. Autorem hudby je Daron Malakian, pokud není uvedeno jinak.
| Pořadí         | Název          | Autor                             | Délka |
| -------------- | -------------- | --------------------------------- | ----- |
| 1.             | Suite-Pee      |                                   | 2:32  |
| 2.             | Know           | Shavo Odadjian, Malakian, Tankian | 2:56  |
| 3.             | Sugar          | Odadjian, Malakian                | 2:33  |
| 4.             | Suggestions    |                                   | 2:44  |
| 5.             | Spiders        |                                   | 3:35  |
| 6.             | DDevil         | Odadjian, Malakian                | 1:43  |
| 7.             | Soil           |                                   | 3:25  |
| 8.             | War?           |                                   | 2:40  |
| 9.             | Mind           | Odadjian, Malakian, Tankian       | 6:16  |
| 10.            | Peephole       |                                   | 4:04  |
| 11.            | CUBErt         |                                   | 1:49  |
| 12.            | Darts          |                                   | 2:42  |
| 13.            | P.L.U.C.K.     |                                   | 3:37  |
| Celková délka: | Celková délka: | Celková délka:                    | 40:36 |

### Japonská edice - bonusové skladby
| Pořadí         | Název          | Délka |
| -------------- | -------------- | ----- |
| 14.            | Marmalade      | 3:02  |
| 15.            | Störagéd       | 1:19  |
| Celková délka: | Celková délka: | 44:57 |

### Limitovaná edice - bonusové CD
| Pořadí         | Název            | Autor                       | Délka |
| -------------- | ---------------- | --------------------------- | ----- |
| 1.             | Sugar (Live)     | Odadjian, Malakian          | 2:27  |
| 2.             | War? (Live)      |                             | 2:48  |
| 3.             | Suite-Pee (Live) |                             | 2:58  |
| 4.             | Know (Live)      | Odadjian, Malakian, Tankian | 3:04  |
| Celková délka: | Celková délka:   | Celková délka:              | 13:17 |